# Kepler-69

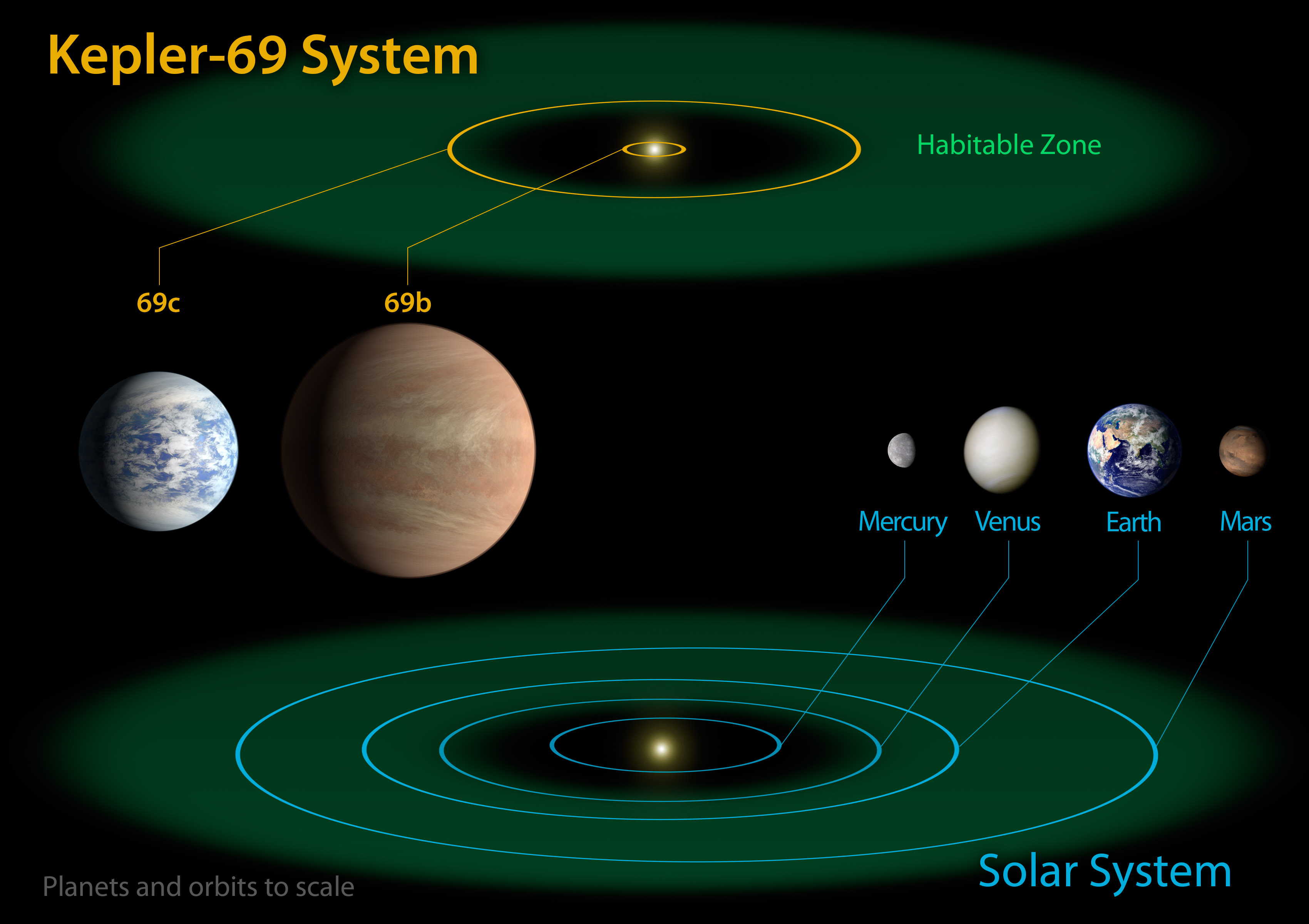
Comparação do Sistema Kepler-69 com o Sistema Solar.

Kepler-69 (KOI-172, 2MASS J19330262+4452080, KIC 8692861) é uma estrela anã amarela semelhante ao Sol localizada na constelação de Cygnus, localizada a cerca de 2.700 anos-luz (830 pc) a partir da Terra. Em 18 de abril de 2013, foi anunciado que a estrela tem dois planetas. Embora as estimativas iniciais indicam que o planeta terrestre Kepler-69c pode estar dentro da zona habitável da estrela, uma análise mais aprofundada revelou que o planeta muito provavelmente está mais além do interior da zona habitável e é muito mais um análogo de Vênus do que da Terra e, portanto, completamente inóspito.

## Características estelares
Kepler-69 é uma estrela tipo G que é aproximadamente 81% da massa e 93% do raio do Sol. Ele tem uma temperatura de superfície de 5638 ± 168 K. Em comparação, o Sol tem uma temperatura de superfície de 5778 K.
A estrela de magnitude aparente, ou quão brilhante ele aparece a partir da perspectiva da Terra, é de 13,7. Portanto, Kepler-69 é muito fraca para ser vista a olho nu.

## Sistema planetário

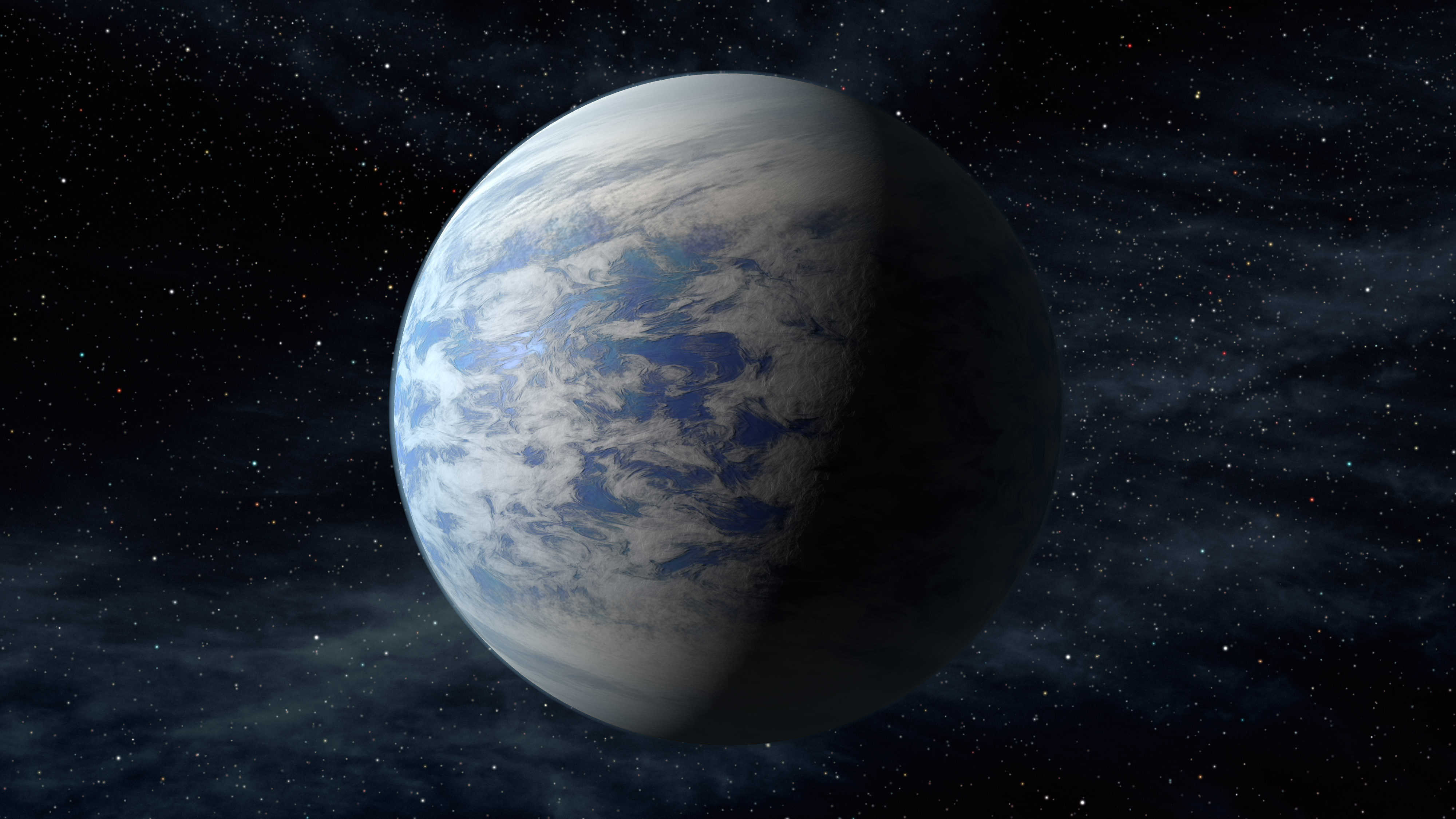
Impressão artística de Kepler-69c, um exoplaneta supervênus orbitando Kepler-69, uma estrela semelhante ao Sol.

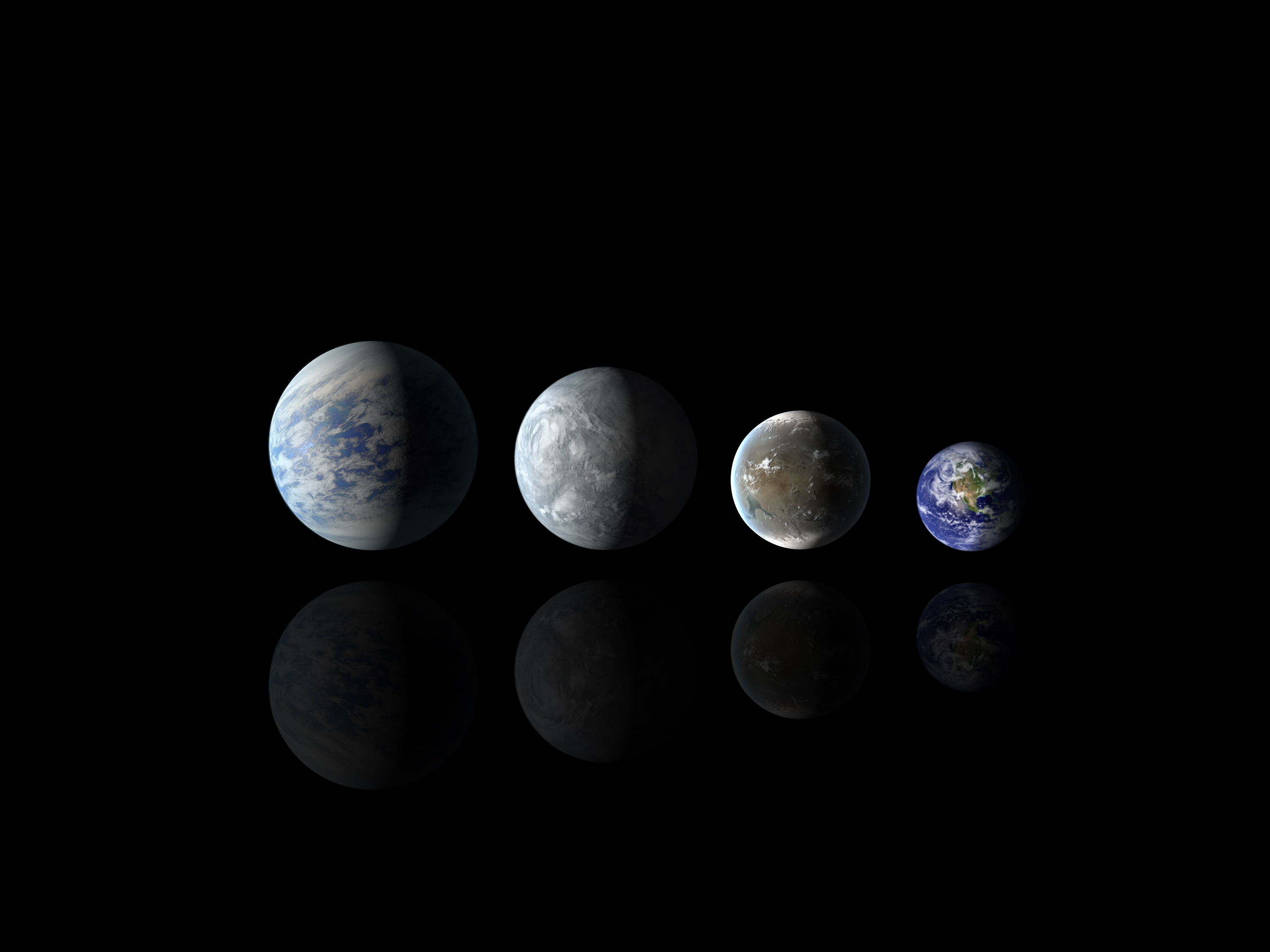
Comparação das dimensões de Kepler-69c, Kepler-62e, Kepler-62f e da Terra.

Kepler-69 tem dois planetas conhecidos que orbitam em torno dela. Kepler-69b é um exoplaneta com tamanho de uma superterra, mas que é quente. Kepler-69c é um exoplaneta com tamanho de uma superterra, cerca de 70% maior que a Terra. Ele recebe uma quantidade semelhante de fluxo de sua estrela assim como Vênus recebe do Sol, e é, portanto, um provável candidato para ser um supervênus.

## Ligações eternas
- Kepler Mission – NASA.
- Kepler – Discoveries – Summary Table – NASA.
- Kepler – Discovery of New Planetary Systems (2013).
- Kepler – Tally of Planets/interactive (2013) – NYT.